# Андижанський район

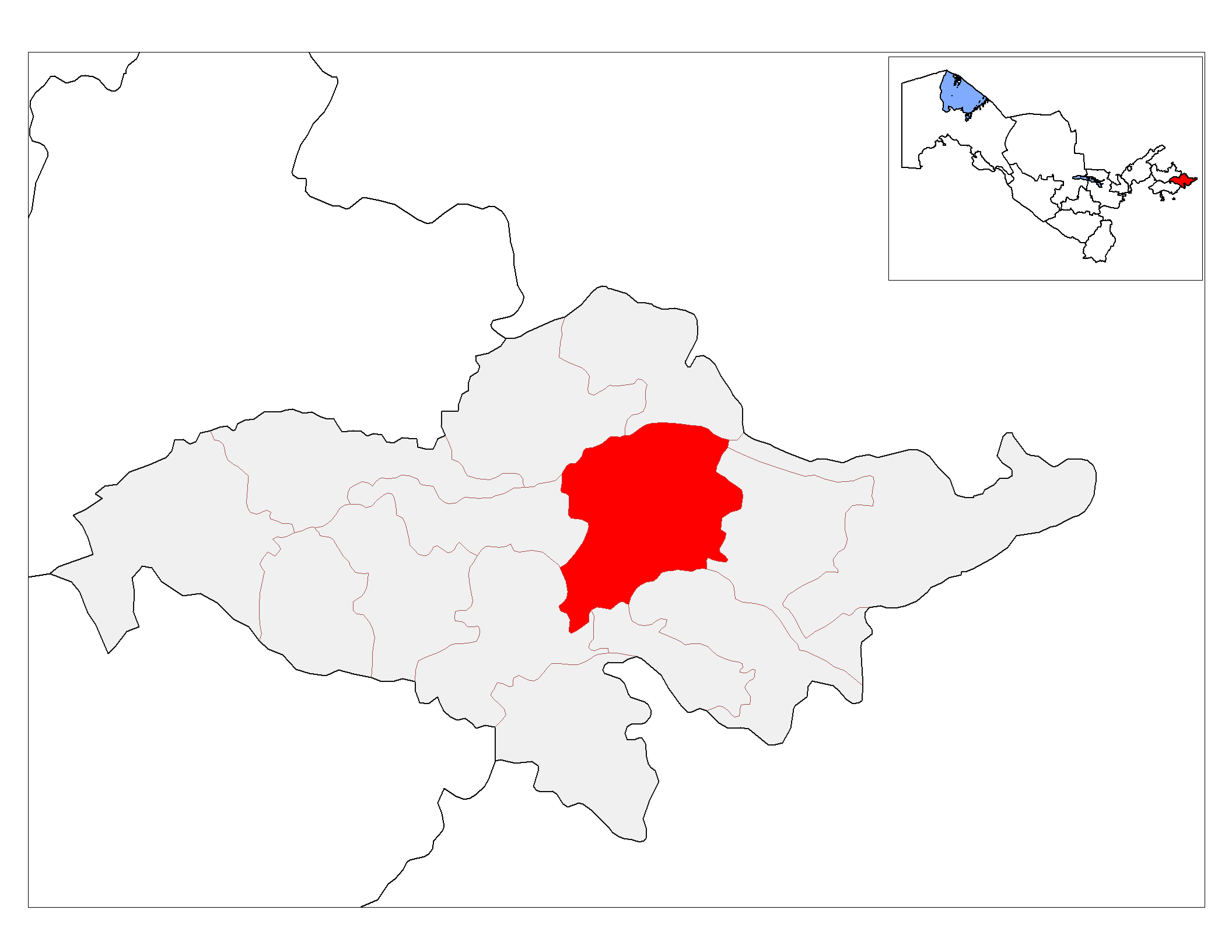
Розташування району на карті області

Андижа́нський район (узб. Андижон тумани, Andijon tumani) — один з 14 районів Андижанської області. Розташований в центральній її частині.
Був утворений 29 вересня 1926 року.
Площа району становить 400 км². Адміністративний центр — міське селище Куйґан'яр.
Населення становить 198,4 тис. осіб. Більшу частину складають узбеки. Проживають також росіяни, уйгури, киргизи та інші народи. Щільність населення становить 533 чол./км².

## Природа
Рельєф району складається з низовин, височин та адирів. На північному сході розташовані адири Андижан-Атчапар, Тешикташ та височини Харабек, Бутакара та Ярбаші.
Клімат різко континентальний. Пересічні температури липня +27,3 °C, січня −3 °C. Вегетаційний період становить 160—180 днів. За рік випадає в середньому до 225 мм опадів.
Із півночі та північного сходу територією району протікають річки Карадар'я та Андижансай. Є джерело Савукбулак, Великий Ферганський канал та Нижньоулугнорський канал, насосні станції Куйґан'яр та Кутарма, скиди Чинабад та Асака.
Ґрунти в адирній частині збагачені, на іншій території сіроземи.
Навесні адири вкриваються ефемерними рослинами. На цілинних ділянках зростають полин та лутига. Дикі тварини зустрічаються досить рідко. Є гризуни, плазуни та птахи.

## Адміністративний поділ
Станом 1 січня 2011 року до складу району входили 18 міських селищ і 9 сільських сходів громадян.
Міські селища:
- Агуллік
- Айріліш
- Ак'яр
- Бутакара
- Ґулістан
- Ґумбаз
- Екінтекін
- Заурак
- Каракалпак
- Кошарик
- Куйґан'яр
- Кунджі
- Намуна
- Рават
- Хартум
- Чилан
- Чумбагіш
- Янгіабад

Сільські сходи громадян:
- Ак'яр
- Арал
- Бутакара
- Кунджі
- Найман
- Хакан
- Хартум
- Хірабек
- Ярбаші